# Mirri Lobo
Mirri Lobo, nom artístic d'Emilio Rito de Sousa Lobo (Illa de Sal, 22 de maig de 1960), és un cantant i intèrpret de morna i coladeira, ritmes tradicionals de Cap Verd.

## Biografia
Fill d'Emilio de Sousa Lobo i de Cacilda Brito de Sousa Lobo, Mirri Lobo va néixer a Pedra de Lume, Illa de Sal, el 22 de maig de 1960.
Intèrpret i compositor, va revelar el seu talent per a la música des de ben jove. Va iniciar el seu contacte amb el gran públic quan tenia 19 anys, a finals de 1979, quan complia amb el servei militar obligatori a la ciutat de Praia (Cap Verd. Un cop finalitzada la prestació del servei militar l'any 1981, va tornar a la seva illa natal, on Lobo va integrar la banda de música local "Clave de Sal", juntament amb altres músics i compositors, com Antero Simas i Chiquinho Evora.
L'any 1982 va participar en el concurs Todo o mundo canta, on es classificà en primer lloc a escala local i en segon lloc a nivell nacional, participació que li va proporcionar una major notorietat. Fins llavors, Mirri Lobo es va prendre la seva activitat musical com una afició, fins que l'any 1987 va decidir enregistrar el seu primer àlbum, Alma Violão, produït per Dany Silva. Amb un repertori diversificat entre cançons de compositors actuals i alguns de clàssics, el disc Alma Violão va tenir un gran èxit, amb una menció especial per a la morna Bela, que va arribar al primer lloc en les classificacions de totes les ràdios del país. També l'any 1987, i a conseqüència de l'èxit d'aquest primer treball discogràfic, Mirri Lobo fou convidat a participar en el festival de música folclòrica Circum-Música, organitzat per RTP Madeira.
Entre 1988 i 2009 va enregistrar altres tres treballs discogràfics en solitari i dos més treballs en col·laboració. L'any 2010, després d'un període de 12 sense gravar en solitari, llança l'àlbum Caldera Preta, amb 13 temes indèdits, i que marca el seu regrés triomfal a l'escena. El tema Incmenda d'Terra va reeixir notablement, i es considerà el major èxit musical de la darrera dècada. L'any 2012, i a partir de l'èxit de l'àlbum Caldera Preta fou nominat per a 5 categories dels Cabo Verde Music Awards 2012, on guanyà en 4 d'aquestes categories: Millor Veu Masculina, Mullor Àlbum Acústic, Millor Coladeira i Millor Cançó de l'Any.

## Discografia

### Àlbums
| Any  | Títol           | Productor Executiu | Productor Musical                  | Segell          |
| ---- | --------------- | ------------------ | ---------------------------------- | --------------- |
| 1987 | "Alma Violão"   | Mirri Lobo         | Dany Silva                         | Dany Silva      |
| 1988 | "Matchamor"     | Mirri Lobo         | Dany Silva                         | Dany Silva      |
| 1995 | "Paranoia"      | Ramiro Mendes      | Ramiro Mendes                      | mb Records Inc. |
| 1998 | "Nos Raça"      | Hotel Morabeza     | Chiquinho Evora e Panota           | Lusafrica       |
| 2010 | "Caldera Preta" | Mirri Lobo         | Djim Job, Kalu Monteiro, Kim Alves | Mirri Lobo      |

### Col·laboracions
| Any  | Títol                   | Productor Executiu | Productor Musical | Segell        |
| ---- | ----------------------- | ------------------ | ----------------- | ------------- |
| 2007 | "Crianças di Nos Terra" | Nando da Cruz      | Nando da Cruz     | Nando da Cruz |
| 2009 | "Kriolo"                | Antero Simas       | Antero Simas      | Antero Simas  |
| 2012 | "Bom SInal"             | Dany Santos        | Dany Santos       | Dany Santoa   |

### Premis i nominacions
| Any  | Àlbum           | Categories            | Resultat  |
| ---- | --------------- | --------------------- | --------- |
| 2012 | "Caldera Preta" | Millor Veu Masculina  | Guanyador |
| 2012 | "Caldera Preta" | Millor Àlbum Acústic  | Guanyador |
| 2012 | "Caldera Preta" | Millor Coladeira      | Guanyador |
| 2012 | "Caldera Preta" | Millor Morna          | Nominat   |
| 2012 | "Caldera Preta" | Millor Cançó de l'Any | Guanyador |